# XCB

Xlib와 XCB, 그리고 이들을 사용하는 라이브러리들

XCB(X protocol C-language Binding)는 컴퓨팅에서 X 윈도 시스템을 위한 C 언어 결합이다. 자유 소프트웨어로 구현되어 있으며 Xlib을 대체하는 것을 목적으로 한다. 이 프로젝트는 2001년 Bart Massey가 시작하였다.
Xlib/XCB는 점진적인 이식 경로를 통해 Xlib와 XCB에 대한 응용 프로그램 이진 인터페이스 호환성을 제공한다. Xlib/XCB는 Xlib 프로토콜 계층을 사용하지만 Xlib 전송 계층을 XCB로 대체하며 XCB를 직접 이용할 수 있도록 기반 XCB 연결로의 접근을 제공한다. 대부분의 운영 체제는 X11 구현을 위해 Xlib/XCB를 사용하는데, 그 까닭은 여러 라이브러리들을 통해 응용 프로그램이 X 서버로의 연결을 개시하여 XCB와 Xlib를 둘 다 사용할 수 있기 때문이다.

## 목적
XCB의 주 목적은 다음과 같다:
- 라이브러리 크기와 복잡성을 줄이기 위해
- X11 프로토콜로의 직접 접근을 제공하기 위해

## 예
```
/* 창 안에 상자를 그려내는 단순 XCB 응용 프로그램입니다 */

/* 컴파일하려면 다음을 사용하세요:

 gcc -Wall x.c -lxcb

*/

#include
 
<xcb/xcb.h>

#include
 
<stdio.h>

#include
 
<stdlib.h>

int
 
main
(
void
)
 
{

  
xcb_connection_t
    
*
c
;

  
xcb_screen_t
        
*
s
;

  
xcb_window_t
         
w
;

  
xcb_gcontext_t
       
g
;

  
xcb_generic_event_t
 
*
e
;

  
uint32_t
             
mask
;

  
uint32_t
             
values
[
2
];

  
int
                  
done
 
=
 
0
;

  
xcb_rectangle_t
      
r
 
=
 
{
 
20
,
 
20
,
 
60
,
 
60
 
};

                        
/* 서버 연결 개시 */

  
c
 
=
 
xcb_connect
(
NULL
,
NULL
);

  
if
 
(
xcb_connection_has_error
(
c
))
 
{

    
printf
(
"display를 열 수 없습니다
\n
"
);

    
exit
(
1
);

  
}

                        
/* 최초의 화면 가져오기 */

  
s
 
=
 
xcb_setup_roots_iterator
(
 
xcb_get_setup
(
c
)
 
).
data
;

                       
/* 검은 그래픽 환경 만들기 */

  
g
 
=
 
xcb_generate_id
(
c
);

  
w
 
=
 
s
->
root
;

  
mask
 
=
 
XCB_GC_FOREGROUND
 
|
 
XCB_GC_GRAPHICS_EXPOSURES
;

  
values
[
0
]
 
=
 
s
->
black_pixel
;

  
values
[
1
]
 
=
 
0
;

  
xcb_create_gc
(
c
,
 
g
,
 
w
,
 
mask
,
 
values
);

                       
/* 창 만들기 */

  
w
 
=
 
xcb_generate_id
(
c
);

  
mask
 
=
 
XCB_CW_BACK_PIXEL
 
|
 
XCB_CW_EVENT_MASK
;

  
values
[
0
]
 
=
 
s
->
white_pixel
;

  
values
[
1
]
 
=
 
XCB_EVENT_MASK_EXPOSURE
 
|
 
XCB_EVENT_MASK_KEY_PRESS
;

  
xcb_create_window
(
c
,
 
s
->
root_depth
,
 
w
,
 
s
->
root
,

                    
10
,
 
10
,
 
100
,
 
100
,
 
1
,

                    
XCB_WINDOW_CLASS_INPUT_OUTPUT
,
 
s
->
root_visual
,

                    
mask
,
 
values
);

                        
/* 창 보이기 */

  
xcb_map_window
(
c
,
 
w
);

  
xcb_flush
(
c
);

                        
/* 이벤트 루프 */

  
while
 
(
!
done
 
&&
 
(
e
 
=
 
xcb_wait_for_event
(
c
)))
 
{

    
switch
 
(
e
->
response_type
 
&
 
~
0x80
)
 
{

    
case
 
XCB_EXPOSE
:
    
/* 창을 (다시) 그리기 */

      
xcb_poly_fill_rectangle
(
c
,
 
w
,
 
g
,
  
1
,
 
&
r
);

      
xcb_flush
(
c
);

      
break
;

    
case
 
XCB_KEY_PRESS
:
  
/* 키가 눌릴 때 끝내기 */

      
done
 
=
 
1
;

      
break
;

    
}

    
free
(
e
);

  
}

                        
/* 서버 연결 닫기 */

  
xcb_disconnect
(
c
);

  
return
 
0
;

}

```

이 예제에서 볼 수 있듯이 XCB는 Xlib와 동등하지만 그 보다 살짝 낮은 수준의 API를 가지고 있다.

## 프로토콜 정의
XCB 제작자들은 전문화된 인터페이스 정의 언어를 만들어서 언어 중립적인 방식으로 X11 프로토콜을 모델링하고 다른 프로그래밍 언어들과의 바인딩을 쉽게 할 수 있게 하였다. libxcb 그 자체는 코드 발생기로서 구현되어 있다.
예:
```
<xcb
 
header=
"bigreq"
 
extension-xname=
"BIG-REQUESTS"

    
extension-name=
"BigRequests"
 
extension-multiword=
"true"

    
major-version=
"0"
 
minor-version=
"0"
>

  
<request
 
name=
"Enable"
 
opcode=
"0"
>

    
<reply>

      
<pad
 
bytes=
"1"
 
/>

      
<field
 
type=
"CARD32"
 
name=
"maximum_request_length"
 
/>

    
</reply>

  
</request>

</xcb>

```

## 로고
XCB 로고는 Neko the Kitty 웹툰 작가 Gearóid Molloy가 만들어 프로젝트에 기부한 것이다.

## 기타 언어 바인딩
- xpyb - XCB를 이용한 X 윈도 시스템으로의 파이썬 바인딩. 2013년 6월 기준으로 python3를 지원하지 않는다. freedesktop.org 제공.

## 참조
1. ↑  “libxcb-1.17.0”.
2. ↑  “Xlib/XCB: Xlib with XCB transport”. 2008년 1월 11일. 2009년 9월 11일에 확인함.
3. ↑  Jamey Sharp and Josh Triplett (2006년 11월 26일). “libx11 with Xlib/XCB now in experimental; please test with your packages”. 《debian-devel-announce》 (메일링 리스트). 2009년 9월 11일에 확인함.
4. ↑  KittyLogo (xcb.freedesktop.org)

## 참고 문헌
- Massey, Bart; Sharp, Jamey (2001년 9월 19일). 〈XCB: An X Protocol C Binding〉 (PDF). 《Proceedings of the XFree86 Technical Conference》. Oakland, California: USENIX. 2012년 3월 12일에 확인함.
- Massey, Bart; Bauer, Robert (2002). 〈X Meets Z: Verifying Correctness In The Presence Of POSIX Threads〉. 《Proceedings of the FREENIX Track: 2002 USENIX Annual Technical Conference》. Monterey, California: USENIX. 221–234쪽. 2008년 11월 7일에 확인함.
- Sharp, Jamey; Massey, Bart (2002). 〈XCL: A Compatibility Layer For XCB〉. 《Proceedings of the FREENIX Track: 2002 USENIX Annual Technical Conference》. Monterey, California: USENIX. 71–83쪽. 2008년 11월 7일에 확인함.